# Incendie de l'hôtel du Parlement à Montréal
L'incendie de l'hôtel du Parlement à Montréal s'est produit le soir du 25 avril 1849 à Montréal, capitale de la colonie britannique du Canada-Uni depuis 1844. Inauguré le 24 juin 1845, l'édifice du marché Sainte-Anne qui loge le Parlement du Canada-Uni est incendié par des émeutiers anti-unioniste et des orangistes alors que les députés sont en session.

## Contexte

### Le parlement du Canada-Uni à Montréal
La province du Canada (ou Canada-Uni) naît de l'union législative des provinces du Haut-Canada (Ontario) et du Bas-Canada (Québec) en février 1841. En 1844, la capitale est déplacée de Kingston, dans le Canada-Ouest, vers Montréal, dans le Canada-Est. L'édifice du marché Sainte-Anne, situé là où se trouve l'actuelle Place D'Youville, est rénové par l'architecte John Ostell pour y accueillir le parlement provincial.
Lors du déménagement de la capitale, tous les livres des bibliothèques parlementaires, celle de l'Assemblée législative et celle du Conseil législatif, sont transportés par bateaux. 
Des élections générales ont lieu au mois d'octobre 1844. Le parti conservateur (tory) est majoritaire et le gouverneur Metcalfe fait entrer ses principaux représentants dans son Conseil exécutif. La première session du second parlement débute le 28 novembre suivant.

### La crise économique
En 1843, le Parlement du Royaume-Uni adopte le Canadian Corn Act, qui favorise les exportations de blé et de farine du Canada en direction de la Grande-Bretagne par une réduction importante du droit de douane sur ces produits. La politique protectionniste des conservateurs de Stanley et Disraeli, en continuité avec la pratique coloniale de la Grande-Bretagne durant toute la première moitié du XIXe siècle, est finalement renversée en 1846, avec l'abrogation des Corn Laws et la promotion du libre-échange par le gouvernement de Robert Peel. 
Les chambres commerciales du Canada craignent le désastre. La Anti-Corn Law League est triomphante, mais la classe commerciale et dirigeante du Canada, principalement anglophone et conservatrice, est en déroute. Le contre-coup économique se fait sentir dès 1847. Le gouvernement canadien fait pression sur le secrétaire d'État aux colonies afin que la Grande-Bretagne négocie une réduction des droits de douane s'appliquant aux produits canadiens sur le marché des États-Unis, seul débouché possible dans les circonstances. Un traité de réciprocité sera ultimement négocié, mais seulement 8 ans plus tard en 1854. Durant l'intervalle, le Canada connaît une importante crise politique et des membres influents de la société discutent ouvertement de trois alternatives au statu quo : l'annexion aux États-Unis, la fédération des colonies et territoires de l'Amérique du Nord britannique et l'indépendance du Canada. Deux associations de citoyens apparaissent dans le sillage de la crise économique : l'Association pour l'annexion et la British American League.
Après 1847, les craintes des chambres commerciales du Canada se confirment et les faillites commerciales s'accumulent. La valeur des propriétés est en chute libre dans les villes, particulièrement dans la capitale. En février 1849, le dépôt d'un projet de loi d'indemnisation au parlement colonial ne fait qu'aggraver le mécontentement d'une grande partie de la population qui voit d'un mauvais œil l'adoption d'une série de mesures législatives par la majorité réformiste qui prend le pouvoir un an plus tôt, au début de l'année 1848.

### La Loi d'indemnisation pour le Bas-Canada

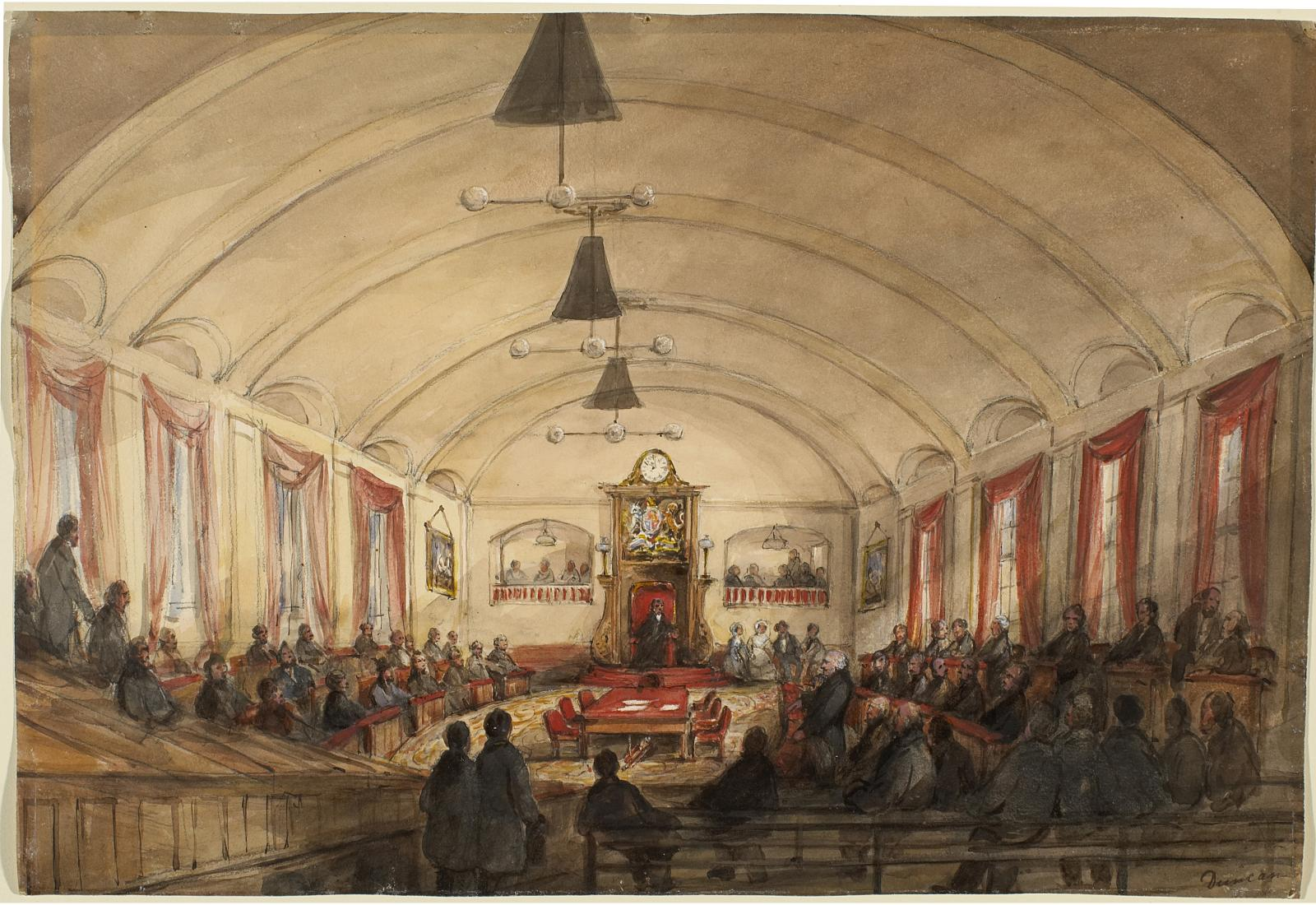
La salle de l'Assemblée législative, dans l'édifice du marché Sainte-Anne, à Montréal, vers 1848, James Duncan

Le 28 février 1845, les députés de l'Assemblée législative adoptent unanimement le texte d'une adresse priant le gouverneur Metcalfe d'adopter des mesures d'indemnisation pour les habitants du Bas-Canada dont les propriétés ont été endommagées ou détruites en 1837-1838. Précédemment, au cours de la dernière session du Parlement du Haut-Canada le 23 octobre 1840, les députés avaient adopté une loi (3 Vict. c. 76) indemnisant certaines personnes pour des pertes encourues lors du soulèvement armé de 1837. Un crédit de 40 000 £ avait été affecté au règlement des réclamations des habitants, mais jamais aucune somme n'avait été dépensée, car les coffres de l'État provincial étaient vides. Contrairement à la loi adoptée en 1838, celle de 1840 prévoyait indemniser autant les victimes civiles d'actes de violence commis par les hommes du gouvernement que ceux commis par les hommes insurgés contre le gouvernement. De son côté, le Conseil spécial du Bas-Canada avait également émis une ordonnance en 1838 afin d'étudier le projet d'indemniser certaines personnes, sur la base de leur loyauté présumée à la Couronne. 
Le 29 mars 1845, le gouverneur sanctionne une loi affectant le revenu des licences d'auberge du Canada-Ouest au paiement des réclamations des habitants de l'ancien Haut-Canada qui n'ont toujours rien reçu. Une somme de 38 658 £ est amassée entre le 5 avril 1845 et le 24 janvier 1849 au moyen de cette loi (plus tard, en 1846, on affectera le revenu des licences de mariages au même objet).
À la suite de l'adoption de l'adresse de 1845 concernant les pertes subies par les habitants de l'ancien Bas-Canada, le gouvernement Draper-Viger met sur pied, le 24 novembre, une commission chargée d'étudier les nombreuses réclamations qui s'accumulent depuis 1838, de déterminer lesquelles sont justifiées et fournir une estimation de la somme à débourser. Les cinq commissaires, Joseph Dionne, P. H. Moore, Jacques Viger, John Simpson et Joseph-Ubalde Beaudry, remettent leur premier rapport en avril 1846. Ils avaient reçu du gouvernement l'instruction de distinguer entre les réclamations provenant de personnes impliquées dans la « rébellion » et celles de personnes innocentes de toute complicité avec les insurgés. Le total des réclamations jugées recevables s'élève à 241 965 £, 10 s. et 5d., mais les commissaires jugent qu'après une enquête plus minutieuse, la somme à débourser ne dépassera sans doute pas 100 000 £. L'Assemblée adopte une loi le 9 juin 1846 autorisant une compensation de 9 986 £ pour des réclamations étudiées antérieurement au dépôt du rapport. Rien n'est plus accompli par la suite sur cette question jusqu'à la dissolution du parlement, le 6 décembre 1847. 
Les élections générales de janvier 1848 changent la composition de la Chambre d'assemblée à la faveur du parti d'opposition, les réformistes. Le nouveau gouverneur lord Elgin, arrivé dans la colonie le 30 janvier, forme d'abord un gouvernement qui n'a pas l'appui de la majorité des députés. Ceux-ci retirent leur confiance aux membres du conseil exécutif le 3 mars. Le 7 mars, le gouverneur Elgin appelle Robert Baldwin et Louis-Hippolyte La Fontaine, respectivement chefs des partis majoritaires dans les deux sections de la province, au conseil exécutif. Le 11 mars, 11 nouveaux ministres entrent au Conseil exécutif. 
Le 29 janvier 1849, La Fontaine propose à la Chambre qu'elle se forme en un comité de tous ses membres le 9 février afin de « constater le chiffre de certaines pertes essuyées par certaines personnes dans le Bas-Canada durant les troubles de 1837 et 1838, et de pourvoir à leur règlement ». Le traitement de la proposition est reporté à l'ordre du jour plusieurs fois. Le parti d'opposition, qui dénonce le vœu du gouvernement de « payer les rebelles », se montre très hostile à ce que la Chambre commence l'étude de cette question en suspens depuis 1838. Il propose divers amendements à la résolution présentée par Lafontaine : un premier, le 13 février, visant à reporter le vote de dix jours « pour donner aux habitants de ce pays le temps d'exprimer leur opinion » ; un deuxième, le 20 février, déclarant que la Chambre « n'a pas le droit de se saisir de cette proposition » puisque le gouverneur général n'a pas recommandé à cette chambre de « pourvoir à la liquidation des réclamations pour les pertes occasionnées par les rébellions dans le Bas-Canada, durant la présente session ». Les amendements sont rejetés et le comité est finalement formé le mardi 20 février, mais les travaux de la Chambre sont ajournés.
Les débats du 13 au 20 février sont particulièrement acerbes et même dans la Chambre, la violence verbale des orateurs le cède bientôt à la violence physique. Les députés Henry Sherwood, Allan MacNab et Prince attaquent la légitimité du projet de loi, car selon eux il récompense les « rebelles » d'hier et constitue un affront aux loyaux sujets qui les ont combattus en 1837 et 1838. Le 15 février, les ministres Francis Hincks, et William Hume Blake rétorquent sur le même ton et Blake va jusqu'à traiter les conservateurs d'être les vrais rebelles, car, dit-il, ce sont eux qui ont violé impunément les principes constitutionnels britanniques et causé la guerre civile de 1837 et 1838. M. Blake refuse de s'excuser après son discours, et une mêlée éclate parmi les spectateurs installés dans les galeries. Le président fait expulser les spectateurs qui s'agitent grandement et un affrontement entre MacNab et Blake n'est évité que par l'interposition du sergent d'armes.
Le 16 février, John A. MacDonald, député de l'opposition dans la circonscription de Kingston, provoque Blake en duel. Alors qu'il lit des extraits de documents, MacDonald l'interrompt et lui demande de lire intégralement les phrases et les paragraphes. Blake lui rétorque qu'il « lira ce qu'il lui plaira ». MacDonald n'apprécie pas la réponse et fait passer une note à Blake par laquelle il le provoque en duel. Les deux hommes quittent la pièce pour se rendre à l'extérieur. Peu de temps après, le président ordonne la suspension de la séance et envoie les huissiers d'armes pour les ramener à leurs travaux. MacDonald revient dans la Chambre, mais Blake ne peut être trouvé. Il est amené à comparaître à la barre de la Chambre le lundi 19 février suivant pour expliquer la raison de son départ. La Chambre accepte ses explications. Les deux hommes assurent que le duel est annulé.
La presse anglophone de la capitale (The Gazette, Courier, Herald, Transcript, Witness, Punch) s'oppose majoritairement à la mesure. Il n'y a qu'un quotidien, le Pilot, qui appuie le gouvernement. Du côté de la presse francophone (La Minerve, L'Avenir), on appuie unanimement la mesure.
Le 17 février, les principaux députés conservateurs tiennent une assemblée publique de protestation. George Moffat est élu président et divers hommes publics dont Allan MacNab, Prince, Gugy, MacDonald, Molson, Rose et d'autres prononcent des discours. On prépare une pétition adressée au gouverneur dans laquelle on lui demande de dissoudre le parlement afin de déclencher de nouvelles élections, ou alors de réserver la sanction de la loi à l'autorité royale, c'est-à-dire de déférer la question au gouvernement britannique. La presse rapporta que Lafontaine est brûlé en effigie ce soir-là.  
Le 22 février, M. Boulton propose un amendement afin qu'aucune personne ayant plaidé coupable ou ayant été reconnue coupable de haute trahison ne reçoive de compensation du gouvernement. Le parti du gouvernement adopte l'amendement, mais le geste reste sans effet sur le parti d'opposition qui persiste à dénoncer une mesure qui récompense les rebelles. Certains députés libéraux, dont Papineau et Chauveau, s'opposent à l'amendement, car selon eux il a pour effet d'entraîner la reconnaissance, par le gouvernement, de la légalité de la cour martiale instituée par l'ancien gouverneur John Colborne pour faire juger les prisonniers en 1839.
Le 23 février 1849, La Fontaine présente une série de résolutions qui comprend le dépôt d'un projet de loi visant à indemniser les personnes qui ont subi des pertes matérielles au cours du conflit armé dans le Bas-Canada en 1837. Le projet de loi, qui s'intitule Acte pour indemniser les personnes dans le Bas-Canada, dont les propriétés ont été détruites durant la rébellion dans les années 1837 et 1838, autorise une dépense de 90 000 £.
Les sept résolutions sont adoptées une à une le 27 février et le projet de loi est déposé et lu le même jour, puis lu une seconde fois le 2 mars.
Le 9 mars, l'Assemblée législative adopte le projet de loi à 47 contre 18. Les députés provenant de l'ancien Haut-Canada votent en faveur à 17 contre 14 et ceux de l'ancien Bas-Canada votent de même à 30 contre 4. Six jours plus tard, le 15 mars, le Conseil législatif approuve le projet de loi à 20 contre 14. Le projet de loi ayant passé la chambre basse et la chambre haute du parlement provincial, il ne reste plus qu'à obtenir la sanction du gouverneur Elgin. Celle-ci survient 41 jours plus tard, le 25 avril 1849.
Le 22 mars, une foule parade dans les rues de Toronto avec des effigies de Mackenzie, Baldwin, et Blake. Arrivée à proximité de la résidence de Baldwin et devant celle de M. McIntosh sur Younge Street, là où réside Mackenzie depuis son retour d'exil, les personnes mettent le feu aux effigies. Ils jettent ensuite des pierres par les fenêtres de la maison de McIntosh.

## Événement

### Agression contre le gouverneur

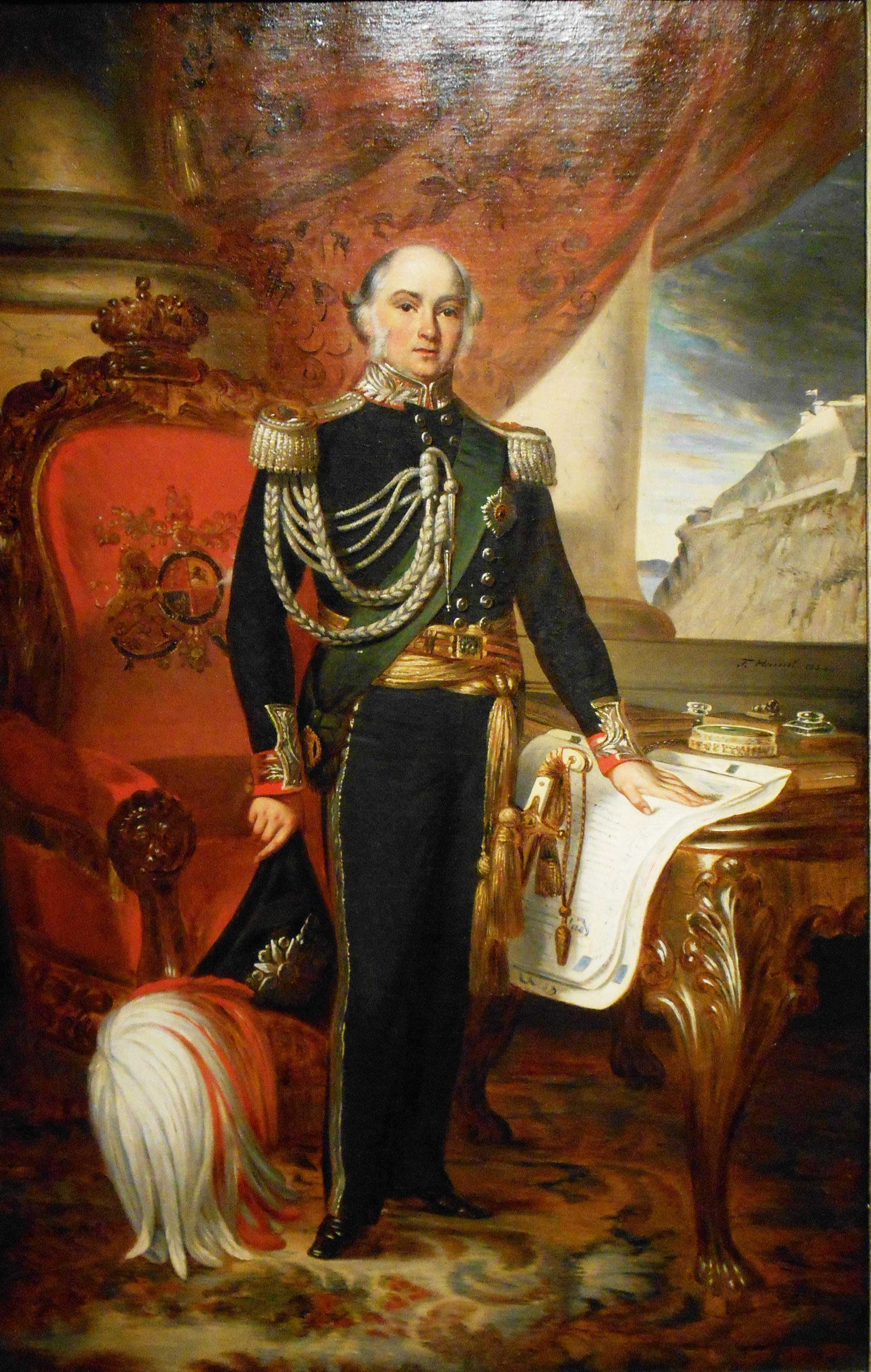
James Bruce, comte d'Elgin et gouverneur général du Canada-Uni.

Le 25 avril, le cabinet envoie Francis Hinks à Monklands pour demander au gouverneur Elgin de se rendre en ville au plus tôt afin d'apposer la sanction royale à un projet de loi tarifaire. Le premier navire européen de l'année est déjà arrivé à Québec et la nouvelle loi doit être mise en vigueur pour taxer sa marchandise. Le gouverneur se rend donc à l'hôtel du Parlement le jour même.
Vers 17h, le gouverneur sanctionne le projet de loi dans la Chambre du Conseil législatif, en présence des membres du Conseil et de ceux de l'Assemblée. Pendant qu'il est sur place, le gouverneur décide de donner son assentiment à quarante et un autres projets de loi adoptés par les Chambres et qui attendent la sanction royale. Parmi ces projets de loi se trouve celui sur l'indemnisation des personnes ayant subi des pertes matérielles en 1837-1838. L'assentiment à cette loi semble surprendre quelques personnes et les galeries où s'étaient massés les visiteurs deviennent fort agitées. 
À sa sortie du parlement, vers 18 h environ, une foule s'est amassée autour de l'édifice. Il se fait alors lancer des œufs et des pierres du pavé par des manifestants, et se voit contraint de remonter dans son carrosse en hâte pour s'en retourner à Monklands, afin d'échapper aux assaillants qui le poursuivent dans les rues.

### Appel à la révolte
Peu de temps après l'agression contre le gouverneur, on fait sonner le tocsin dans la ville pour alerter la population. Un fiacre circule et annonce la tenue, à 20 h, d'un grand rassemblement de protestation contre la sanction du projet de loi d'indemnisation. Le rédacteur en chef du journal The Gazette, James Moir Ferres, publie une édition spéciale (Extra) dans laquelle il rapporte l'incident qui s'est produit à la sortie d'Elgin et annonce la tenue d'une assemblée massive à 20 h sur la Place d'Armes.

« […] Quand lord Elgin (il ne mérite plus le titre d'Excellence) reparut dans les rues en sortant de la Chambre du Conseil, il fut reçu par les sifflets, les grognements et les cris d'indignation de la foule. On lui lança des œufs pourris, et lui et ses aides de camp furent arrosés de cette liqueur savoureuse, et sa voiture fut couverte du contenu dégoûtant des œufs et de boue. Quand la provision d'œufs fut épuisée, on se servit de pierres pour saluer le départ du carrosse, et il fut emmené au galop au milieu des malédictions de ses compatriotes.

LA FIN A COMMENCÉ.

Anglo-Saxons, vous devez vivre pour l'avenir ; votre sang et votre race seront désormais votre loi suprême, si vous êtes vrais à vous-mêmes. Vous serez Anglais, « dussiez-vous n'être plus Britanniques. » À qui et quelle est votre allégeance maintenant ? Que chaque homme réponde pour lui-même.

La poupée du spectacle doit être rappelée, ou repoussée par le mépris universel du peuple.

Dans le langage de Guillaume IV, « LE CANADA EST PERDU ET LIVRÉ ». LA FOULE DOIT S'ASSEMBLER SUR LA PLACE D'ARMES, CE SOIR, À HUIT HEURES.

AU COMBAT, C'EST LE MOMENT! — Montreal Gazette, « Extra » du 25 avril, 1849. »

### Attroupement au Champ-de-Mars

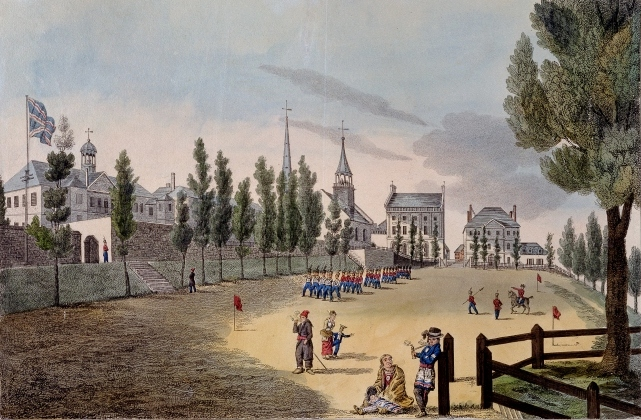
Peinture du Champ-de-Mars de Montréal, en 1830, soit près de 20 ans avant les événements.

Entre 1 200 et 1 500 personnes s'assemblent finalement au Champ-de-Mars pour y entendre, à la lueur des torches, les discours d'orateurs protestant vigoureusement contre la sanction que le gouverneur général Elgin a donnée au projet de loi d'indemnisation. Parmi les orateurs se trouvent George Moffat, le colonel Gugy et d'autres députés de l'opposition officielle. On propose d'adresser une pétition à Sa Majesté la reine Victoria pour que le gouvernement métropolitain destitue le gouverneur Elgin. Dans le récit qu'il donne de sa participation aux événements, 38 ans plus tard (en 1887), Alfred Perry, capitaine d'un corps de pompiers volontaires pour la ville, affirme que ce soir-là il monte sur la tribune pour s'adresser à la foule, met son chapeau sur la torche éclairant le texte de la pétition et dit : « Le temps des pétitions est révolu, mais, si les hommes qui sont présents ici ce soir sont sérieux, qu'ils me suivent jusqu'à l'édifice du Parlement. »
La foule se dirige ensuite à l'hôtel du Parlement, cassant sur son chemin les fenêtres du bureau du Montreal Pilot, le seul journal de langue anglaise qui soutient l'administration dans la ville.

### Attaque de l'hôtel du Parlement

#### Suspension de la séance
Arrivés sur les lieux, les émeutiers cassent les fenêtres de l'Assemblée législative alors en pleine session. Un comité composé de tous les membres présents dans la Chambre d'assemblée était alors toujours occupé à débattre d'un projet de loi « pour amender les lois relatives aux cours de juridiction civile en première instance, dans le Bas-Canada ». La dernière chose inscrite au journal de l'Assemblée législative le 25 avril est :

« M. Johnson a pris le fauteuil du comité ; et après y avoir siégé quelque temps, les délibérations du comité ont été interrompues par des volées continuées de pierres et autres projectiles lancés de la rue, à travers les fenêtres, dans l'édifice de l'assemblée législative, ce qui a forcé le comité à se lever, et les membres à se retirer, pour leur sûreté, dans les corridors adjacents, d'où M. l'Orateur et les autres membres ont presque immédiatement été obligés de se retirer et d'abandonner l'édifice, auquel on avait mis le feu au-dehors. — Journaux de l'Assemblée législative de la Province du Canada, 25 avril, 1849. »

#### Infiltration des émeutiers

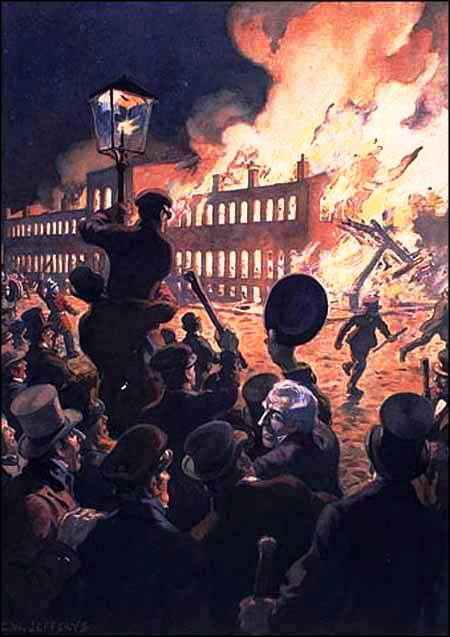
Les manifestants aux abords du parlement en feu.

Après avoir cassé les carreaux des fenêtres et les réverbères à gaz à l'extérieur, un groupe entre dans l'édifice et commence à saccager la salle de l'Assemblée législative. Toujours d'après son propre récit, Alfred Perry affirme que lui, Augustus Howard et Alexander Courtney tentent d'ouvrir la porte de l'édifice parlementaire, mais n'y arrivent pas. Quelqu'un ordonne alors d'aller chercher un camion de pompiers. Lui et le notaire John H. Isaacson se servent de l'échelle de 35 pieds du camion pour enfoncer la porte du parlement. Il entre dans l'édifice avec un petit groupe et continue jusqu'à la porte de la Chambre d'assemblée. Un certain O'Connor s'interpose devant les hommes pour leur interdire l'entrée, mais Perry l'écarte en lui assénant un coup avec le manche de la hache qu'il tient à la main. Les émeutiers prennent le contrôle de la pièce malgré la résistance de quelques députés (Sanfield Macdonald, Blake, Aylwin, Price) et du sergent d'armes Chrisholm. 
Un des émeutiers s'assoit sur le fauteuil de l'Orateur où se trouvait Morin quelques minutes plus tôt et prononce la dissolution de la Chambre d'assemblée. On saccage la pièce pendant que d'autres émeutiers investissent la Chambre du Conseil législatif. Parmi les actes de vandalisme rapportés, on mentionne la destruction des pupitres et des sièges, le piétinement de la toile du tableau de Louis-Joseph Papineau qui était accroché au mur à côté d'un tableau de la reine Victoria, dans le couloir. Perry prétend avoir mis le feu lui-même en atteignant d'une brique un lustre alimenté au gaz suspendu au plafond alors qu'il visait l'horloge située au-dessus du fauteuil de l'Orateur. L'horloge, dont le tic-tac lui tombe apparemment sur les nerfs, indiquait selon lui 21 h 40. D'autres sources, dont certains journaux de l'époque, croient que l'incendie est déclenché par les émeutiers qui de l'extérieur lancent les torches transportées par plusieurs personnes depuis le Champ-de-Mars.

#### Propagation de l'incendie
Les conduites de gaz ayant été brisées à l'intérieur comme à l'extérieur, le feu se répand très rapidement. Perry et Courtney sortent de l'édifice emportant avec eux la masse d'armes cérémonielle de la Chambre d'assemblée qui était posée sur le bureau devant le fauteuil de l'Orateur,. La masse est ensuite confiée à Allan MacNab à l'hôtel Donegana,.
Tout l'édifice du marché Sainte-Anne s'envole en fumée. Le feu se propage à quelques édifices adjacents, dont une maison, des entrepôts de commerce et l'hôpital général des Sœurs grises. Les émeutiers ne laissent pas les pompiers lutter contre les flammes qui dévastent le parlement, mais n'interviennent pas contre ceux qui s'occupent des autres édifices.
Les Sœurs grises ont observé l'événement depuis la fenêtre de leur bâtiment donnant sur le parlement en flammes.

« Mais quel spectacle horrible. Elles aperçurent à la lueur des fanaux une multitude immense de monde formant un cercle autour du parlement. Les uns étaient armés de longs bâtons à l’aide desquels brisaient les châssis qui, en tombant, faisaient un bruit épouvantable. Les autres jetaient de grosses pierres à l’intérieur de la maison. D’autres mettaient le feu à tous les coins avec des torches allumées. Tout le vacarme s’exécutait avec un fracas et une rapidité extraordinaire. En sorte qu’en moins de trois quarts d’heure, ce vaste édifice était d’un bout à l’autre en proie aux flammes. »

## Après l'incendie

### Pertes matérielles
L'incendie consume les deux bibliothèques parlementaires, et une partie des archives et documents publics du Haut-Canada et du Canada-Uni. Plus de 23 000 volumes appartenant aux collections des deux bibliothèques partent en fumée. À peine 200 livres sont sauvés des flammes par James Curran. Le marché Sainte-Anne est complètement dévasté. Quatre personnes, le colonel Wiley, un écossais du nom de McGillivray, employé du parlement, l'oncle de M. Todd, de la librairie du parlement, et Sandford Flemming, qui deviendra un ingénieur célèbre, sauvent le portrait de la reine Victoria accroché dans le couloir menant à la chambre basse que l'on transporte ensuite à l'hôtel Donegana. L'édifice et tout ce qu'il renfermait était assuré pour une valeur de 12 000 £. Les assureurs refuseront de payer, le feu étant d'origine criminelle.
Les deux bibliothèques et les archives se trouvaient réunies dans l'hôtel du Parlement depuis 1845. Au début de la session de 1849, celle de l'Assemblée législative compte plus de 14 000 volumes et celle du Conseil législatif plus de 8 000. Les collections provenaient des bibliothèques des anciens parlements provinciaux du Bas-Canada et du Haut-Canada, fusionnés en un seul par la Loi de l'Union en 1840. La province du Haut-Canada, fondée en 1791, voit son parlement de York incendié au cours de la Guerre de 1812. Le parlement est itinérant de 1814 à 1829. Un édifice permanent est finalement construit en 1832. En conséquence, ses bibliothèques ne sont pas très considérables et ne fournissent que quelques centaines d'ouvrages à la nouvelle bibliothèque. La majeure partie des volumes provenait en effet du parlement du Bas-Canada, particulièrement de la bibliothèque de l'Assemblée législative, constituée de plusieurs milliers de volumes et ouverte au public depuis 1825. Les pertes furent estimées à plus de 400 000 CAD.
En vue de reconstruire la bibliothèque parlementaire, le gouvernement envoie le bibliographe George-Barthélemy Faribault en Europe. Il dispose d'un crédit de 4 400 £ pour acheter des volumes à Paris et à Londres. Comble de malheur, deux ans à peine après sa reconstruction, la bibliothèque du parlement du Canada-Uni est à nouveau détruite dans un incendie le 1er février 1854. Cette fois, les flammes détruisent la moitié des 17 000 volumes de la bibliothèque logée dans l'hôtel du Parlement de Québec depuis 1852.

### Réaction politique
Le calendrier parlementaire est évidemment affecté par l'événement inattendu du 25 avril. Dès le lendemain de l'incendie, l'Assemblée législative se réunit exceptionnellement dans le halle de l'édifice du Marché Bonsecours, à 10 h, sous la protection de soldats britanniques. Ce jour-là, les députés n'accomplissent rien sauf nommer un comité chargé de faire rapport sur les projets de lois détruits dans l'incendie. Le rapport en question est déposé une semaine plus tard le 2 mai 1849. Lafontaine n'était pas présent ce matin-là, car il assistait au mariage de son associé en droit l'avocat Joseph-Amable Berthelot, qui épousait la fille adoptive du juge Bédard. Le Conseil législatif se réunit dans la sacristie de la Trinity Church le 30 avril.

### Première vague d'arrestations

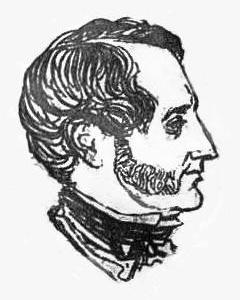
James Moir Ferres, rédacteur en chef de The Gazette, est l'une des cinq personnes arrêtées tôt le lendemain.

Quatre des orateurs du rassemblement du Champ-de-Mars, James Moir Ferres, rédacteur en chef et principal propriétaire du journal The Gazette, William Gordon Mack, avocat et secrétaire de la British American League, Hugh E. Montgomerie, marchand, Augustus Heward, marchand et courtier, ainsi que le chef des pompiers, Alfred Perry — cinq personnes en tout — sont arrêtés sous inculpation d'incendie volontaire (arson) tôt le matin du 26 avril par le juge de paix William Ermatinger. Une foule s'amasse devant le poste de police, qui loge au marché Bonsecours. Perry est transféré du Palais de justice à la prison du faubourg de Québec vers midi, escorté par une compagnie de soldats et poursuivi par la foule. Il va rejoindre les quatre autres personnes arrêtées et incarcérées plus tôt.
Lafontaine, dans son rôle de procureur général, conseille au juge de paix Ermatinger de relâcher les prisonniers. Le samedi 28, ils sont remis en liberté sous cautionnement. Un cortège d'omnibus et de cab les transporte en triomphe de la prison jusqu'au portique de l'édifice de la Banque de Montréal, sur la Place d'Armes où ils prennent la parole pour remercier la foule de son appui.

## Suites

### Poursuite de la violence jusqu'en mai
Le soir du 26 avril, un groupe d'hommes vandalise les demeures des députés Hinks, Wilson et Benjamin Holmes au Beaver Hall,. Des hommes vandalisent la maison de Louis-Hippolyte La Fontaine, rue de l'Aqueduc dans le faubourg Saint-Antoine, et incendient ses écuries. Le feu se propage à sa maison, mais personne ne se trouve à l'intérieur à ce moment. Le feu est éteint par un détachement de soldats, mais pas sans avoir endommagé la bibliothèque privée du politicien. De retour en ville les hommes cassent les vitres de la pension de famille où résident Baldwin et Price et aussi celles de l'auberge de l'Irlandais McNamee, deux édifices qui forment les encoignures de la rue du cimetière catholique. Ils s'en prennent également à la maison du solliciteur général M. Drummond sur la rue Craig et celle du Dr Wolfred Nelson, située à l'intersection des rues Saint-Laurent et Petite Saint-Jacques.
Des chefs conservateurs dont font partie George Moffatt et Gugy convoquent à nouveau une assemblée populaire des « Amis de la paix » sur le Champ-de-Mars le vendredi 27 avril à 14 h. On tente de calmer la population et on propose des solutions pacifiques à la résolution de la crise. Il est résolu en assemblée d'envoyer une pétition à la reine la priant de démettre le gouverneur de ses fonctions et de désavouer la loi du 25 avril.
Confronté à des émeutiers qui agressent des citoyens et endommagent leurs propriétés, le gouvernement prend la décision de lever une force policière spéciale. Le matin du 27, les autorités informent la population que les hommes qui se rendront à 18 h au dépôt de l'ordonnance sur la rue du Bord-de-l'Eau y recevront des armes. Quelque 800 hommes, principalement des Canadiens de la ville et des banlieues et des immigrants Irlandais de Griffintown, s'y rendent et 500 à 600 constables sont armés et casernés près du marché Bonsecours. Alors qu'on distribue des pistolets et des armes blanches, des émeutiers apparaissent et leur lancent des pierres et tirent quelques coups de feu. Les hommes nouvellement armés ripostent et blessent trois de leurs assaillants. Lors d'une assemblée populaire sur la Place du Castor en soirée, le général Gore prend la parole et disperse la foule en jurant sur son honneur que les nouveaux constables seront désarmés dès le lendemain matin. C'est effectivement ce qui se produit. La force qui devait agir sous les ordres des juges de paix de la ville est démobilisée moins de 24 heures après avoir été armée. 
Une partie du 71e régiment équipé de deux canons est mobilisé pour repousser un groupe d'hommes armés marchant en direction du marché Bonsecours. Les soldats bloquent la rue Notre-Dame près du marché Jacques Cartier. Le colonel Gugy s'interpose encore une fois pour dissuader les émeutiers.
Le 28 avril, un samedi, les députés réunis au Marché Bonsecours nomment un comité spécial responsable de rédiger une adresse au gouverneur par laquelle l'Assemblée législative déplore les actes de violence des derniers jours et donne son appui au gouverneur pour faire respecter la loi et maintenir la paix publique. Les députés votent l'adresse à 36 contre 16. 
Les milieux conservateurs britanniques n'acceptent pas le geste du gouverneur Elgin. Les membres de la Thistle Society se réunissent et votent en faveur du retrait de son nom de la liste des bienfaiteurs. Le 28 avril, c'est la St. Andrew's Society qui le raye de la liste des membres.
Le dimanche 29, jour du sabbat chrétien, la ville de Montréal reste calme et on ne rapporte aucun incident.
Le lundi 30 avril, le gouverneur et son escorte de dragons quittent sa résidence de Monklands en banlieue pour se rendre à l'hôtel du Gouvernement qui loge au Château Ramezay de la rue Notre-Dame à Montréal afin d'y recevoir, à 15 h 00, l'adresse de la Chambre d'assemblée votée le 28. À son entrée sur la rue Notre-Dame vers 14 h 30, des manifestants lancent des roches et des œufs contre la voiture qui le transporte et l'escorte armée qui le protège. Il est hué par les uns et applaudit par les autres tout le long de son trajet sur cette rue. Les députés, sous escorte eux aussi, rejoignent le gouverneur au Marché Bonsecours en montant la ruelle Saint-Claude. 
Après la cérémonie de présentation de l'adresse, le gouverneur et son escorte s'en retournent à Monklands en empruntant la rue St-Denis pour éviter le conflit avec la foule qui manifeste contre sa présence. Le stratagème ne fonctionne pas et le cortège du gouverneur est intercepté au coin des rues Saint-Laurent et Sherbrooke par une foule qui attaque à nouveau en lançant des pierres. Le frère du gouverneur, le colonel Bruce, est sérieusement blessé par une pierre qui l'atteint à la tête. Le colonel Ermatinger et le capitaine Jones sont également blessés.
Ce jour-là, Elgin écrit au secrétaire colonial Earl Grey et suggère que s'il ne parvient pas à redonner la confiance de sa neutralité face aux partis, qu'il serait peut-être dans l'intérêt du gouvernement britannique de le remplacer par quelqu'un qui ne serait pas détesté par une importante partie de la population. Le secrétaire colonial croit au contraire que son remplacement serait néfaste car il aurait pour effet d'encourager ceux qui s'opposent violemment et illégalement à l'autorité de son gouvernement, qui reçoit l'entier appui du cabinet de Westminster.
Le 10 mai, on rapporte des agressions contre la délégation torontoise de l'hôtel Têtu qui vient porter une adresse de soutien au gouverneur.

### Réaction de Londres

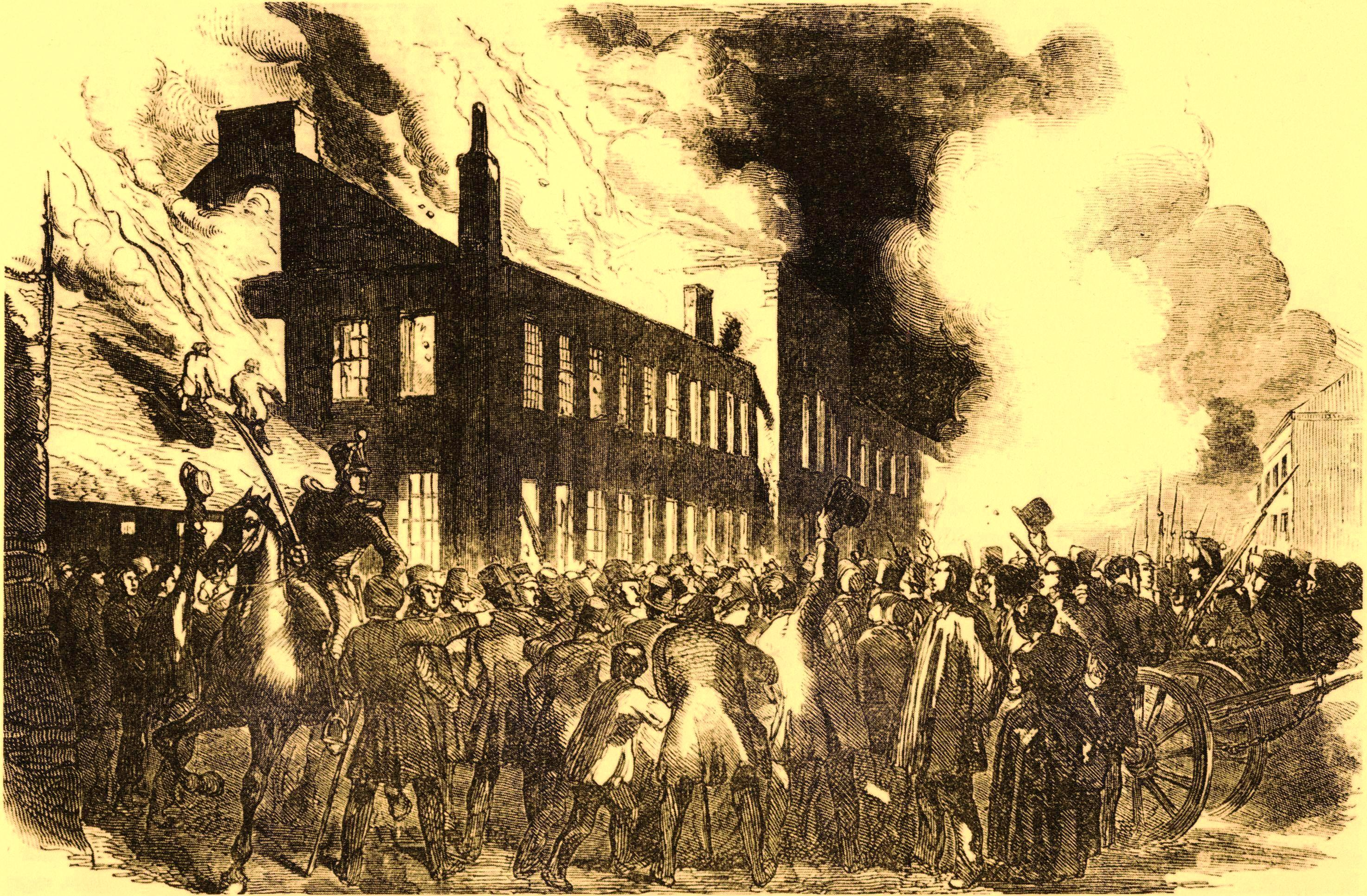
Image de The Illustrated London News, 19 mai 1849.

Le parti conservateur député Allan MacNab et Cayley à Londres au début de mai dans le but de faire pression sur le bureau colonial pour qu'il destitue le gouverneur et pour déposer au Parlement du Royaume-Uni les pétitions demandant que la loi d'indemnisation soit désavouée par la Reine. Le gouvernement député de son côté le ministre Francis Hinks qui quitte Montréal le 14 mai pour représenter le point de vue du gouverneur, du son Conseil exécutif, de la majorité des députés dans l'Assemblée législative, de même que de la majorité des conseillers législatifs, auprès des parlementaires du Royaume-Uni. L'ancien secrétaire colonial William Ewart Gladstone, du parti conservateur, se range derrière l'opposition canadienne et exerce son influence en leur faveur.
Le 14 juin, John Charles Herries, député conservateur de la Chambre des communes pour la circonscription de Stamford, soumet une motion afin de désavouer la loi sanctionnée le 25 avril par le gouverneur Elgin. Cependant, le gouverneur du Canada-Uni reçoit l'appui autant du chef du gouvernement John Russell, du secrétaire colonial Henry Grey, 3e comte Grey, que du chef de l'opposition Robert Peel. Le 16 juin, la Chambre des communes rejette la motion de Herries par une majorité de 141 voix.
Le 19 juin, Lord Brougham soumet une résolution à la Chambre des lords visant à suspendre la loi du 25 avril jusqu'à ce qu'elle soit amendée afin de garantir qu'aucune personne ayant participé à la rébellion contre le gouvernement ne soit compensée. La motion est défaite à 99 contre 96.

### Deuxième vague d'arrestations
Le 15 août, le matin, arrestation de John Orr, Robert Cooke, John Nier fils, John Ewing et Alexander Courtney. Les hommes sont accusés d'être responsable de l'incendie du parlement. Tous sont libérés sous cautionnement sauf Courtney. Le transfert de l'accusé du palais de justice à la prison ressemble à celui du 26 avril. Une foule, déterminée à délivrer Courtney, attaque l'escorte militaire qui accompagne sa voiture. C'est à la pointe des baïonnettes qu'on les repousse.
Un rassemblement se forme à la tombée de la nuit (après 20 heures), devant l'hotêl Orr, sur la rue Notre-Dame. On entreprend d'ériger des barricades de trois à quatre pieds en arrachant les pavés de la chaussée des rues Saint-Gabriel et Notre-Dame. Les autorités sont informées et un détachement du 23e régiment vient défaire le travail avant qu'on ait pu armer les barricades. Une partie des rebelles à l'autorité décide alors d'attaquer Lafontaine et Baldwin.
Le soir vers 22 heures, quelque 200 émeutiers attaquent la résidence du co-Premier ministre Lafontaine, qui est chez lui ce soir-là. Vers 17 heures, il apprend qu'une rumeur court dans la ville à l'effet que sa maison sera attaquée. Vers 18 ou 19 heures, il envoie une note au capitaine Wetherall pour l'informer de cette rumeur. À peu près au même moment, des amis arrivent d'eux-mêmes pour l'aider à défendre sa propriété. Parmi ces personnes se trouvent Étienne-Paschal Taché, Charles-Joseph Coursol, Joseph Beaudry, Moïse Brossard, Harkin, et quelques autres. Il y a échange de coups de feu. Les émeutiers retraitent avec sept blessés dont William Mason, fils de forgeron de la rue Craig, qui meurt de ses blessures le lendemain. La cavalerie commandée par le capitaine Sweeney arrive en retard et manque toute l'action.
La presse des tories fait un grand cas du décès de Mason et le 18 août une grande procession funèbre déambule sur les rues Craig, Bonsecours et Saint-Paul et sur la place Jacques-Cartier, avant de se rendre au cimetière anglais.
Une enquête sur les circonstances de la mort de Mason est ouverte par les coroners Jones et Coursol. Lafontaine est appelé à témoigner devant jurés à l'hôtel Cyrus, sur la place Jacques Cartier, le 20 août à 10 heures. Alors qu'il se trouve à l'intérieur, des hommes répandent de l'huile dans l'escalier de l'hôtel et y mettent le feu. On évacue l'édifice et Lafontaine sort sous la protection d'une garde militaire.

### Transfert de la capitale à Toronto
Le 9 mai, Sherwood, député de Toronto, propose à la Chambre d'assemblée de déplacer la capitale à Toronto et à Québec, en alternance. Après débats au sein du parlement, la décision est prise de déménager la capitale de Montréal à Toronto. La proposition est adoptée à 34 contre 29. Le 30 mai, le Parlement du Canada-Uni est prorogé jusqu'au 9 août par le général William Rowan sur ordre du gouverneur général Elgin qui ne veut plus sortir de Monklands. Une proclamation du gouverneur fait l'annonce du déménagement le 14 novembre. Le parlement, qui est toujours prorogé, n'est convoqué à Toronto que le 14 mai 1850 pour l'ouverture de la troisième session du troisième Parlement du Canada-Uni.
Contrairement à Montréal, Toronto est une ville homogène sur le plan linguistique. L'anglais est la langue commune de tous les principaux groupes ethniques et religieux. Par comparaison, le Montréal du temps du gouverneur Metcalfe (1843-1845) se composait de 27 908 Canadiens et 15 668 immigrants des Îles britanniques,,. Le portrait est semblable dans l'ensemble du comté de Montréal.

## Fouilles archéologiques
Dans le cadre de son projet d'extension, Pointe-à-Callière, Musée d'Histoire et d'Archéologie de Montréal, a entrepris de fouiller le site de l'ancien marché Sainte-Anne. Durant la campagne 2011, les fondations ont été mises au jour une première fois, ainsi que des milliers d'artefacts. Ceux-ci incluent plusieurs objets retrouvés dans la couche de l'incendie de 1849 dont des lunettes et un ensemble de thé. Lors de la poursuite des fouilles en 2013, les archéologues ont retrouvé les restes d'une dizaine de livres calcinés durant l'incendie. Les archéologues ont même été en mesure de déterminer que l'un d'eux était en français.